# Pirs

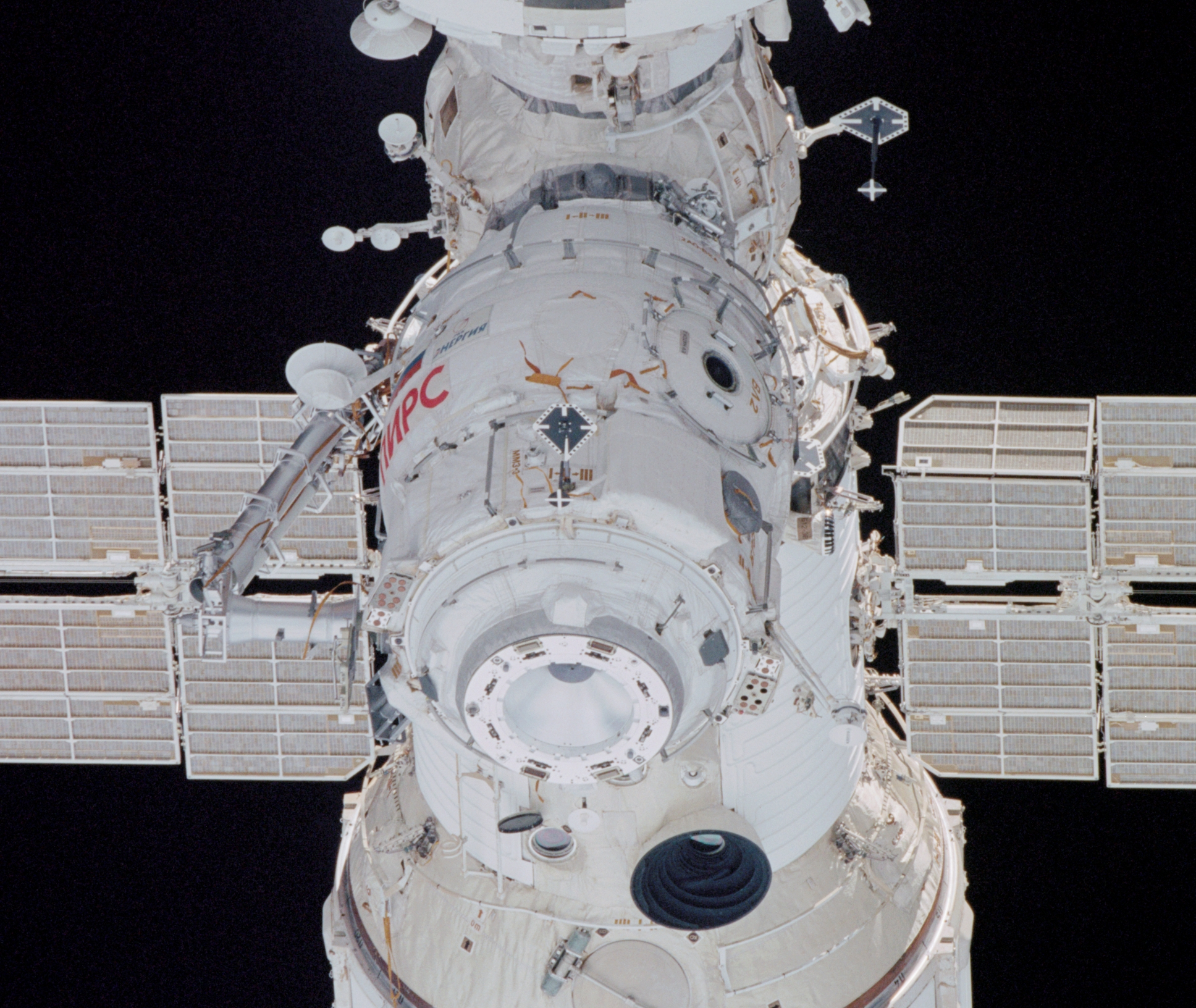
SO1 "Pirs" Docking compartment

Pirs (in russo Пирс?, "molo"), conosciuto anche come Stikovočnyj Otsek 1 (SO-1, (in russo Стыковочный отсек? o in inglese docking compartment 1) è stato uno dei moduli russi di attracco della Stazione spaziale internazionale. 
Pirs è rimasto agganciato al portello di nadir (inferiore) del modulo Zvezda per oltre 20 anni. Il modulo è stato usato principalmente per l'attracco delle capsule Sojuz e Progress e come camera di compensazione per le passeggiate spaziali.
Il 26 luglio 2021 è stato sganciato dalla Stazione Spaziale e fatto rientrare distruttivamente in atmosfera, per lasciare spazio all'ultimo modulo russo lanciato il 21 luglio 2021, il Multipurpose Laboratory Module Nauka.

## Descrizione

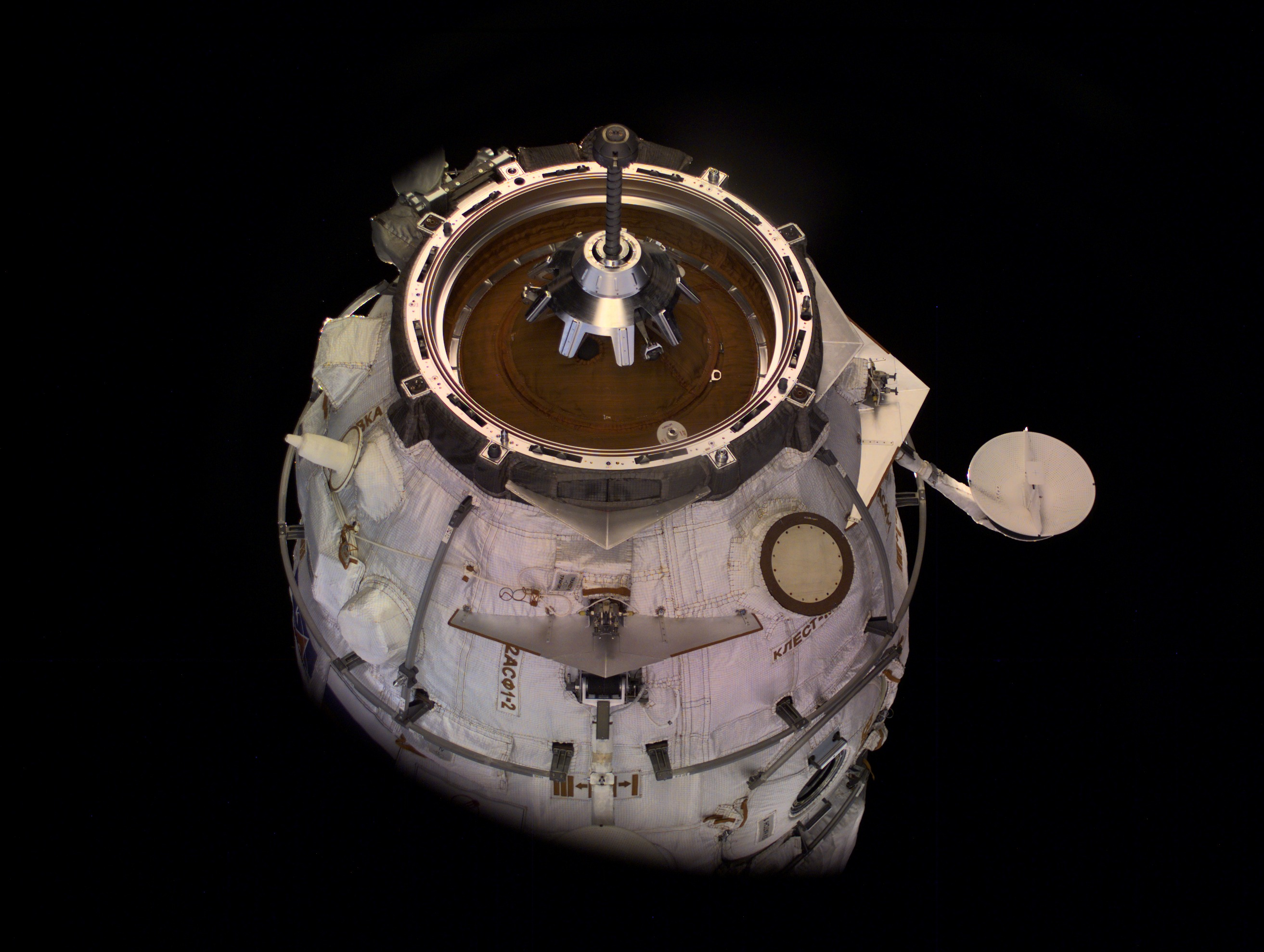
Arrivo del Pirs alla ISS nel 2001

Il Docking Compartment russo è stato costruito dalla RKK Ėnergija, una società russa: è simile ai DC utilizzati sulla stazione spaziale Mir. Fornisce un portello d'attracco per la Sojuz, i Progress e per il nuovo cargo europeo l'Automated Transfer Vehicle. Ha anche due portelli per permettere le attività extraveicolari agli astronauti russi con le tute spaziali Orlan. Quando un veicolo si aggancia può trasferire il carburante da esso ai moduli Zarja e Zvezda e viceversa: in genere è il carburante stivato nel serbatoio dei Progress che serve a rifornire il sistema di propulsione integrato nel modulo di servizio Zvezda. Era stato calcolato che la sua vita utile fosse di cinque anni.

## Lancio nel 2001

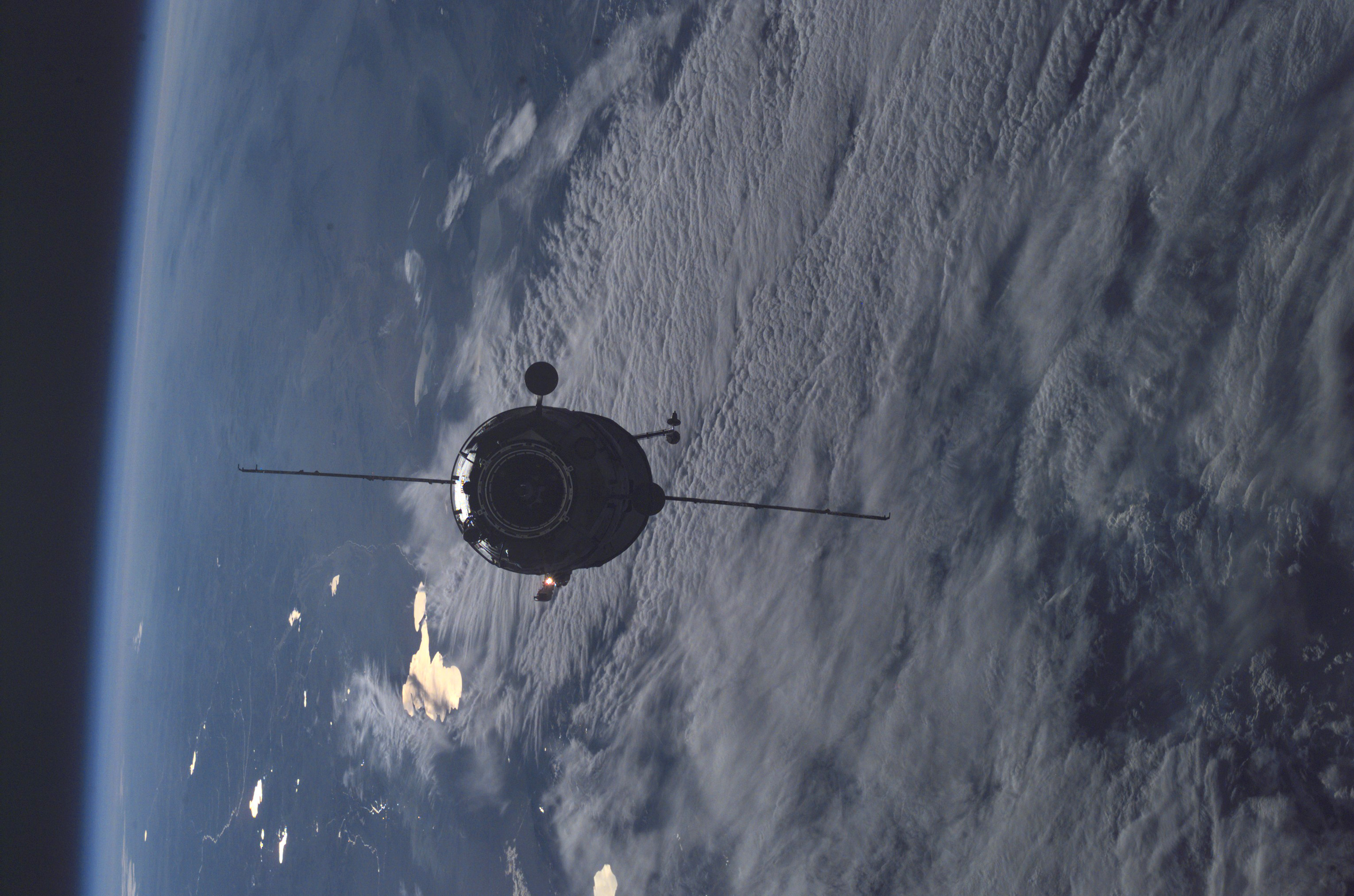
Pirs mentre si avvicina alla ISS

Il lancio del modulo Pirs avvenne il 14 settembre 2001 con un lanciatore Sojuz utilizzando come stadio superiore un cargo Progress appositamente modificato (missione Progress M-SO1). Arrivò alla Stazione Spaziale Internazionale il 16 settembre 2001 e venne definitivamente configurato ed attivato tramite tre attività extraveicolari dell'equipaggio dell'Expedition 3; i suoi 3630 kg furono agganciati alla porta Nadir (quella rivolta verso la terra) del modulo di servizio Zvezda.

## SO2 docking compartment

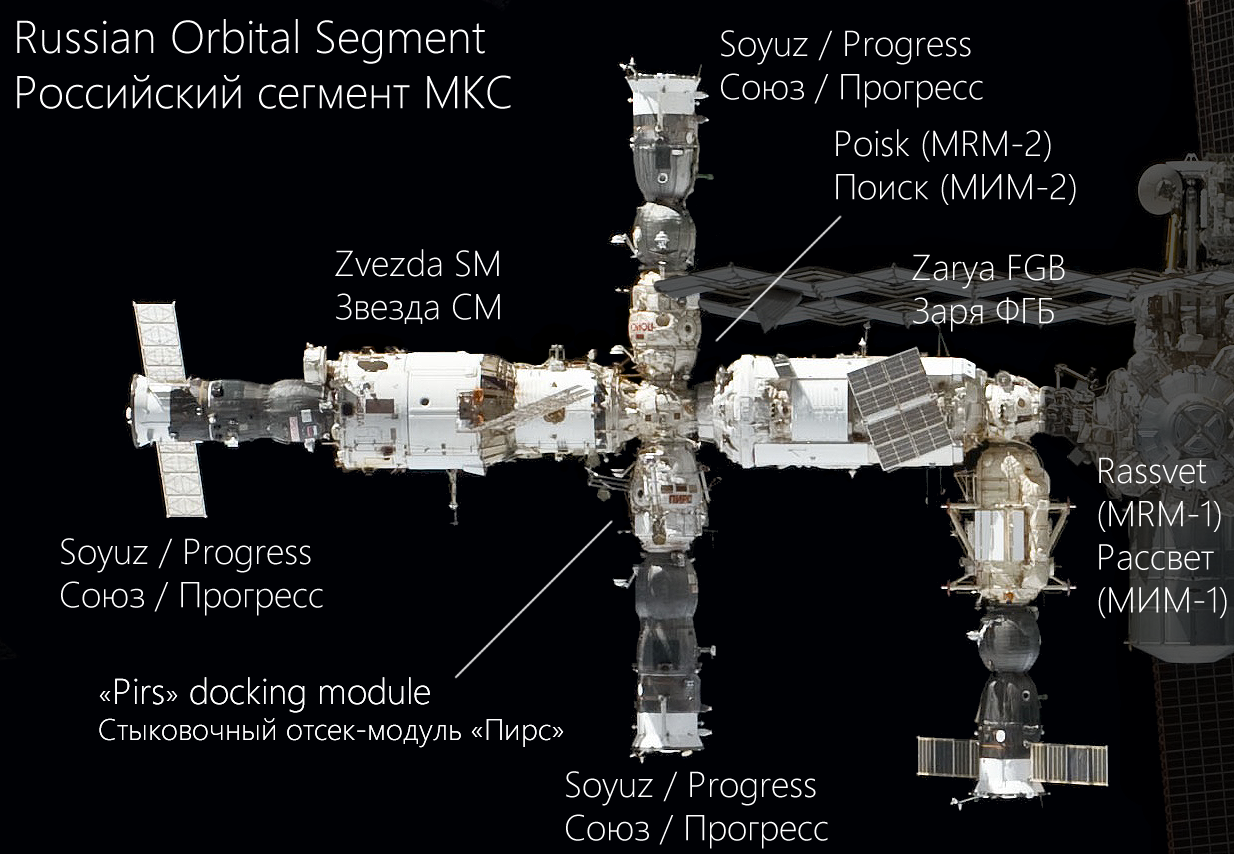
La configurazione intermedia del segmento russo della stazione. Al posto del Pirs è stato agganciato il MLM

Nella configurazione prevista nel piano originario un altro modulo di attracco (l'SO2) sarebbe stato agganciato ad una della quattro porte dell'Universal Docking Module (UDM), in posizione speculare rispetto al Pirs: era poi previsto che l'UDM venisse posizionato sotto il modulo Zvezda, nella posizione che occupò il Pirs (SO1). Nel 2001 la parte russa della stazione è stata riprogettata e l'Universal Docking Module, assieme ai due Russian Research Module che dovevano esservi agganciati vennero cancellati. Inoltre venne anche cancellato il secondo modulo di attracco SO-2. Tuttavia nel 2008 il modulo SO-2 è stato recuperato e riportato a nuova vita, subendo un cambio di scopo, nome e finalità. È infatti diventato il modulo Mini-Research Module Poisk.

## Termine
Il modulo Pirs, a seguito della revisione della parte russa della Stazione Spaziale Internazionale del 2008, ha terminato il proprio servizio in concomitanza con l'arrivo del Multipurpose Laboratory Module Nauka, al quale ha ceduto il posto sul portello di aggancio. È stato quindi deorbitato e fatto distruggere nel rientro in atmosfera il 26 luglio 2021, divenendo quindi la prima componente della Stazione Spaziale Internazionale ad essere smantellata.

## Specifiche
- Lunghezza: 4,9 m
- Diametro: 2,25 m
- Massa: 3676 kg
- Volume: 13 m³